# Asiatische Kletterratten
Die Asiatischen Kletterratten (Hapalomys), auch Seidenratten, sind eine Nagetiergattung aus der Gruppe der Altweltmäuse (Murinae). Die Gattung umfasst drei Arten.

## Allgemeines
Asiatische Kletterratten erreichen eine Kopfrumpflänge von 12 bis 17 Zentimeter, wozu noch ein 14 bis 20 Zentimeter langer Schwanz kommt. Das weiche, dichte Fell ist an der Oberseite rotgrau bis graubraun gefärbt, die Unterseite einschließlich der Pfoten sind weiß. Der lange Schwanz ist spärlich behaart, die Pfoten sind an die kletternde Lebensweise angepasst: die Zehen sind lang, die erste Zehe ist opponierbar.
Diese Nagetiere sind in Südostasien beheimatet, ihr Verbreitungsgebiet reicht vom südlichen China bis auf die Malaiische Halbinsel. Ihr Lebensraum sind tropische Regenwälder. Sie können gut klettern und halten sich zumeist auf den Bäumen auf. Tagsüber ziehen sie sich in ein selbstgemachtes Nest zurück, in der Nacht begeben sie sich auf Nahrungssuche. Zumindest eine Art, H. longicaudatus, hält sich meist auf Bambuspflanzen auf und baut ihre Nester in hohlen Stängeln. Ihre Nahrung besteht aus Schösslingen, Blüten und Früchten.

## Systematik
Nach Wilson & Reeder (2005) sind die Asiatischen Kletterratten Teil der Micromys-Gruppe innerhalb der Altweltmäuse. Lecompte et al. (2008) bezweifeln diese Einordnung und führen die Gattung unter incertae sedis, das heißt mit unklarem Stand. Nach aktuellem Stand werden sie als eigenständige Tribus Hapalomyini behandelt.
Es werden drei Arten unterschieden:
- Delacour-Kletterratte oder Delacour-Seidenratte (Hapalomys delacouri) lebt im südlichen China (einschließlich der Insel Hainan) und im nördlichen Vietnam und Laos.
- Langschwanz-Kletterratte oder Langschwanz-Seidenratte (Hapalomys longicaudatus) ist nur von vereinzelten Stellen vom südlichen Myanmar und Thailand bis auf die Malaiische Halbinsel verbreitet.
- Suntsow-Kletterratte oder Suntsow-Seidenratte (Hapalomys suntsovi) aus dem südlichen Vietnam.[2]

Hauptgefahr für die Asiatischen Kletterratten stellt die Zerstörung ihres Lebensraums dar. Die IUCN listet H. longicaudatus als „stark gefährdet“ (endangered) und H. delacouri als „gefährdet“ (vulnerable).